# Ченар (Хомейн)
Ченар (перс. چنار) — село в Ірані, у дегестані Гамзеглу, в Центральному бахші, шагрестані Хомейн остану Марказі. За даними перепису 2006 року, його населення становило 351 особу, що проживали у складі 118 сімей.

## Клімат
Середня річна температура становить 11,17°C, середня максимальна – 29,72°C, а середня мінімальна – -9,36°C. Середня річна кількість опадів – 214 мм.
| Клімат поселення                              | Клімат поселення | Клімат поселення | Клімат поселення | Клімат поселення | Клімат поселення | Клімат поселення | Клімат поселення | Клімат поселення | Клімат поселення | Клімат поселення | Клімат поселення | Клімат поселення | Клімат поселення |
| Показник                                      | Січ.             | Лют.             | Бер.             | Квіт.            | Трав.            | Черв.            | Лип.             | Серп.            | Вер.             | Жовт.            | Лист.            | Груд.            |                  |
| Середній максимум, °C                         | 6,78             | 7,74             | 11,14            | 17,39            | 22,66            | 28,40            | 29,72            | 29,29            | 25,06            | 18,80            | 12,29            | 7,01             |                  |
| Середня температура, °C                       | −1,28            | −0,33            | 3,09             | 9,34             | 14,60            | 20,34            | 24,08            | 23,66            | 19,42            | 13,17            | 6,65             | 1,38             |                  |
| Середній мінімум, °C                          | −9,36            | −8,4             | −4,98            | 1,28             | 6,52             | 12,28            | 18,45            | 18,02            | 13,79            | 7,54             | 1,02             | −4,26            |                  |
| Норма опадів, мм                              | 33               | 33               | 40               | 28               | 21               | 3                | 2                | 1                | 0                | 7                | 19               | 27               |                  |
| Середньомісячна швидкість вітру, м/с          | 1.56             | 1.94             | 2.44             | 2.61             | 2.38             | 2.23             | 2.23             | 2.00             | 2.08             | 2.00             | 1.78             | 1.22             |                  |
| Середньомісячна сонячна радіація, кДж/м²·день | 9568             | 12870            | 15499            | 18702            | 22618            | 26875            | 25991            | 24413            | 21432            | 16040            | 11370            | 9389             |                  |
| --------------------------------------------- | ---------------- | ---------------- | ---------------- | ---------------- | ---------------- | ---------------- | ---------------- | ---------------- | ---------------- | ---------------- | ---------------- | ---------------- | ---------------- |
| Джерело:                                      |                  |                  |                  |                  |                  |                  |                  |                  |                  |                  |                  |                  |                  |